# توماس جونز بيري
توماس جونز بيري (بالإنجليزية: Thomas Johns Perry)‏ هو قاضي ومحامي وسياسي أمريكي، ولد في 17 فبراير 1807 في كمبرلاند في الولايات المتحدة، وتوفي بنفس المكان في 27 يونيو 1871. نشط حزبياً في الحزب الديمقراطي. وقد انتخب عضو مجلس النواب لولاية ماريلند وانتخب عضو مجلس النواب الأمريكي.